# Département de Limay Mahuida
Le département de Limay Mahuida est une des 22 subdivisions de la province de La Pampa, en Argentine. Son chef-lieu est la localité de Limay Mahuida.
Le département a une superficie de 9 985 km2. Sa population était de 475 habitants au recensement de 2001 (source : INDEC).

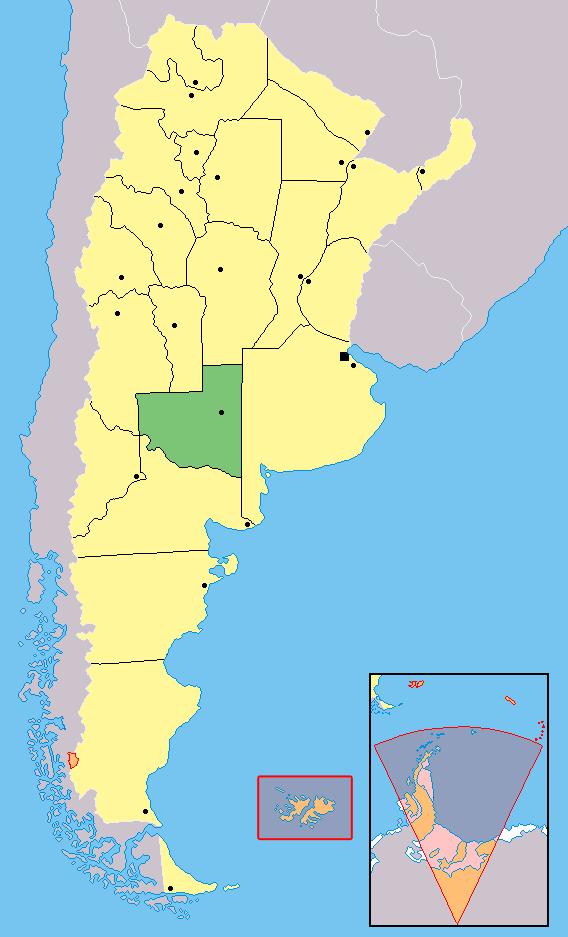
Localisation de la province de La Pampa en Argentine.